# Mikluchomaklaia
Mikluchomaklaia is een geslacht van rechtvleugeligen uit de familie krekels (Gryllidae). De wetenschappelijke naam van dit geslacht is voor het eerst geldig gepubliceerd in 1986 door Gorochov.

## Soorten
Het geslacht Mikluchomaklaia omvat de volgende soorten:
- Mikluchomaklaia biaru Otte, 2007
- Mikluchomaklaia chuaye Otte, 2007
- Mikluchomaklaia gorochovi Otte, 2007
- Mikluchomaklaia korido Gorochov, 2006
- Mikluchomaklaia buergersi Gorochov, 1996
- Mikluchomaklaia longicerca Gorochov, 1986
- Mikluchomaklaia papuana Gorochov, 1986
- Mikluchomaklaia mystica Gorochov, 2003
- Mikluchomaklaia phantastica Gorochov, 1996